# Zvukový projev živočichů
Zvukový projev živočichů je projev a dorozumívání se pomocí zvuku. Patří mezi nejlépe prozkoumané komunikační signály v živočišné říši. Zvuky mohou vyjadřovat ohrožení, strach, mohou být součástí svatebního rituálu aj. Zvukovými projevy živočichů se zabývá etologie a bioakustika.
Je vhodné rozlišovat zvukový projev (obecnější výraz) od hlasového projevu čili vokalizace.

## Výhody a nevýhody
Výhody zvukových signálů jako transportního kanálu komunikace
- nevadí menší překážky
- jsou účinné i v noci, v husté vegetaci apod.
- směrově jsou dobře určitelné
- podle projevu lze rozeznat velikost, identitu a motivaci vysílajícího jedince

Nevýhody zvukových signálů
- pomalejší šíření
- omezený dosah
- mohou být rušeny prostředím (hukot větru, hluk)
- vyšší frekvence neproniknou hustou vegetací

Přes některé nevýhody zvukových signálů se řada druhů adaptovala (např. na hluk vodopádu, peřejí, příboje, člověkem produkovaný hluk) a dorozumí se.
U bezobratlých se komunikace pomocí zvuku vyskytuje u členovců, pravděpodobně také u hlavonožců. Je vyvinuta u většiny řádů obratlovců.
Kromě vokalizace při ohrožení (varovné volání) a námluvách vokalizují živočichové při vymezování teritoria, při informování o zdroji potravy, při sociálním učení nebo svolávání příslušníků téhož druhu. Při určitém sociálním učení mohou vznikat také různé dialekty (ptáci; plejtvák obrovský). Hlasem mohou živočichové vyjadřovat příslušnost k určité skupině. „Netopýr“ listonos velký užívá ultrazvuk různé vlnové délky k rozlišení mezi skupinami. Hlas slouží také k ochraně snůšky i mláďat (viz např. čejka chocholatá a další ptáci) či k odlákání (zdržení) predátora (např. kočkodanovití).
Různé způsoby vokalizace vytvářejí také jednu z možných mezidruhových bariér, čímž zabraňují hybridizaci.
Gorila nížinná svým hlasovým projevem vyjadřuje hněv i radost. Dalším zvukovým projevem je varovné bušení do hrudníku při soupeření.
Některé druhy živočichů vydávají při varování různé zvuky k označení toho či onoho nebezpečí (predátora). Například kočkodan červenozelený hlasem rozliší čtyři druhy predátorů a podle toho, kterého predátora hlásí, hledají ostatní opice vhodný úkryt – při ohlášení krajty vylezou na strom, při ohlášení orla se ukryjí na zemi.
Jeden z nejsložitějších komunikačních systémů v živočišné říši mají psouni prérioví. Hlasem (různým typem pískání) rozliší tvar, velikost, druh a rychlost blížícího se predátora, rozeznají člověka a to, zda nese zbraň.
K zesílení vydávaného zvuku využívají někteří živočichové rezonančí vlastnosti přírodních materiálů. Například dvoucentimetroví samci žáby parosničky západoborejské (Metaphrynella sundana) se ozývají z dutiny v kmenu stromu. Dutina působí jako zesilovač a v husté pralesní vegetaci je volání slyšet na vzdálenost okolo padesáti metrů. Stridulující sameček cvrčivce révového konkurující jinému samečkovi při námluvách vyhlodá v listu otvor, posadí se do něho, přiloží křídla k hraně otvoru a cvrká. List rezonuje a pomáhá zesilovat a šířit zvuk.
K dalším příkladům vydávání zvuku patří klapání zobákem. Čapí klapání může být hlasité a slyšitelné na velkou vzdálenost a vyjadřovat vítání partnera. Pokud čáp doprovází klapání syčením a rozpínáním křídel, varuje a zastrašuje cizího čápa nebo dravce. Popsáno je také tleskání křídly při tanečním rituálu samců určitého druhu pipulek aj. Chřestýši mají na konci ocasu zrohovatělé články, jejichž vibrací vydávají varovný signál.

## Evoluce akustického dorozumívání
Vědecká studie, publikovaná začátkem roku 2020, dokládá, že zvukové dorozumívání živočichů (přesněji obratlovců ze skupiny čtvernožců) má dávný původ a u většiny jednotlivých skupin vzniklo postupným vývojem asi před 100 až 200 miliony let (v průběhu druhohorní jury a křídy).